# François-Louis Bruel
François-Louis Bruel (* 14. Juli 1881 in Paris; † 19. Juli 1912 in Thiais, Val-de-Marne) war ein französischer Kunsthistoriker.

## Leben
Von 1899 bis 1903 studierte er an der École des Chartes und schloss mit dem Diplom als Archivar-Paläographe ab. Nach kurzer Tätigkeit an der Bibliothek der Stadt Paris erhielt er eine Stelle am Cabinet des Estampes der Bibliothèque Nationale und 1907 dort eine Lebensstelle. Hier bearbeitete er als erstes den Katalog der Sammlung de Vinck. Er publizierte mehrere Artikel und Bildbände, starb jedoch jung.

## Schriften (Auswahl)
- Essai sur la vie et le rôle d’Olivier IV, sire de Clisson et de Belleville, connétable de France, 1336–1407. Paris 1903.
- Histoire aéronautique par les monuments peints, sculptés, dessinés et gravés, des origines à 1830. Paris 1909.
- Cluni. Album historique et archéologique. Protat, Mâcon 1910.
- Girodet et les dames Robert. Paris, Nogent-le-Rotrou 1912.